# Gata Only
«Gata Only» es una canción de los cantantes chilenos FloyyMenor y Cris MJ. La versión solista del primero fue lanzada como sencillo el 21 de diciembre de 2023 a través de UnitedMasters, y la versión a dúo se lanzó el 2 de febrero de 2024. 
Esta canción es un reguetón con una letra centrada en el deseo, la seducción y la invitación a una aventura nocturna sin restricciones. La letra describe a un hombre que busca encontrarse con una mujer para pasar una noche de diversión, escapando juntos sin que nadie lo note. El protagonista le pide que se deje llevar, que apague su celular y se entregue al momento, insinuando una conexión intensa y sin compromisos. La canción usa un lenguaje callejero y juvenil, con referencias a las redes sociales y a la cultura digital, como TikTok y compartir la ubicación (ubi). El ritmo y el estilo refuerzan la atmósfera de fiesta y atracción mutua, con un tono provocador y directo.
La canción fue escrita originalmente por Alan Felipe Galleguillos (FloyyMenor) durante presentaciones en vivo en su país de origen, Chile. Christopher Álvarez (Cris MJ) coescribió un verso adicional para la colaboración, mientras que la producción estuvo a cargo del productor ATM Yamil. El 7 de junio de 2024, se lanzó una versión remix de la canción con la participación del cantante puertorriqueño Ozuna y la cantante brasileña Anitta, en la que Cris MJ no estuvo presente.
Unos días después del estreno de Gata Only, Cris MJ anunció su intención de eliminarlo y lanzar en su lugar la versión original de FloyyMenor en solitario, debido a comentarios negativos de algunos usuarios. Sin embargo, tras la insistencia de sus fanáticos, decidió cancelar estos planes.
La canción rápidamente se volvió viral en Chile, el país de origen de los intérpretes, alcanzando el primer lugar en la lista Chile Songs. Su popularidad creció a partir de TikTok y su video musical superó los 135 millones de visitas en mayo de 2024. Posteriormente, ingresó a listas internacionales, alcanzando el puesto número uno en seis países y posicionándose en el top 10 de más de diez mercados.

## Antecedentes, composición y lanzamiento
Galleguillos, originario de Vicuña, Chile, alcanzaría a la fama local en su país de origen antes de lanzar «Gata Only», siendo uno de sus sencillos exitosos «Pa la Europa». Le dijo a Billboard que escribió la canción entre presentaciones en vivo en una región diferente de Chile. Posteriormente lo lanzaría en diciembre de 2023 a través de UnitedMasters, donde luego recibiría la atención de Álvarez, conocido por su exitoso sencillo «Una noche en Medellín», donde contactó a Galleguillos y le dijo que gustaba la canción y quería ser parte de él, que originalmente se propuso que sería la versión remix. Poco después, la versión original sería eliminada de las plataformas de streaming y Galleguillos esperó unos días para lanzar su versión oficial a dúo.
Producida por Big Cvyu, «Gata Only» es una canción de reguetón. Líricamente, habla de perseguir a una mujer y hace referencias a la plataforma de redes sociales TikTok. Un día después de estrenada la nueva versión de «Gata Only» y su video musical, recibió comentarios negativos por parte de los usuarios, quienes señalaron que la parte de Álvarez tenía demasiada reverberación y pensaba que sonaba como si estuviera hecha con inteligencia artificial. Ese mismo día, Álvarez publicó en Instagram que la versión a dúo sería eliminado y reemplazado por una versión cantada únicamente por Galleguillos, y agregó que sus fanáticos «mandan». Luego de ser convencido por sus aficionados, el dúo se quedó en las plataformas, donde días después se convirtió en tendencia en Chile, país natal de los cantantes. En 2024, el vídeo musical oficial en YouTube superó las 500 millones de visualizaciones.

## Versión remix
El 7 de junio de 2024 se lanzó una versión remix de «Gata Only» con el cantante puertorriqueño Ozuna y la cantante brasileña Anitta. Tras el éxito mundial de la canción original, Galleguillos reclutaría a ambos cantantes para el remix, afirmando que sus contribuciones lo hacen «todo más grande y especial», mientras que el propio Ozuna admiraba tanto a Galleguillos como al impacto de Álvarez en el género urbano latino. La ausencia de Cris MJ del remix fue confirmada por Jorge Álvarez, quien es su padre, pero también se especuló que pronto se lanzaría un video musical con los cuatro artistas. También recibió una recepción mixta de los usuarios, afirmando que la canción no necesitaba una versión remix o que «sin Álvarez, no es «Gata Only»».

## Desempeño comercial

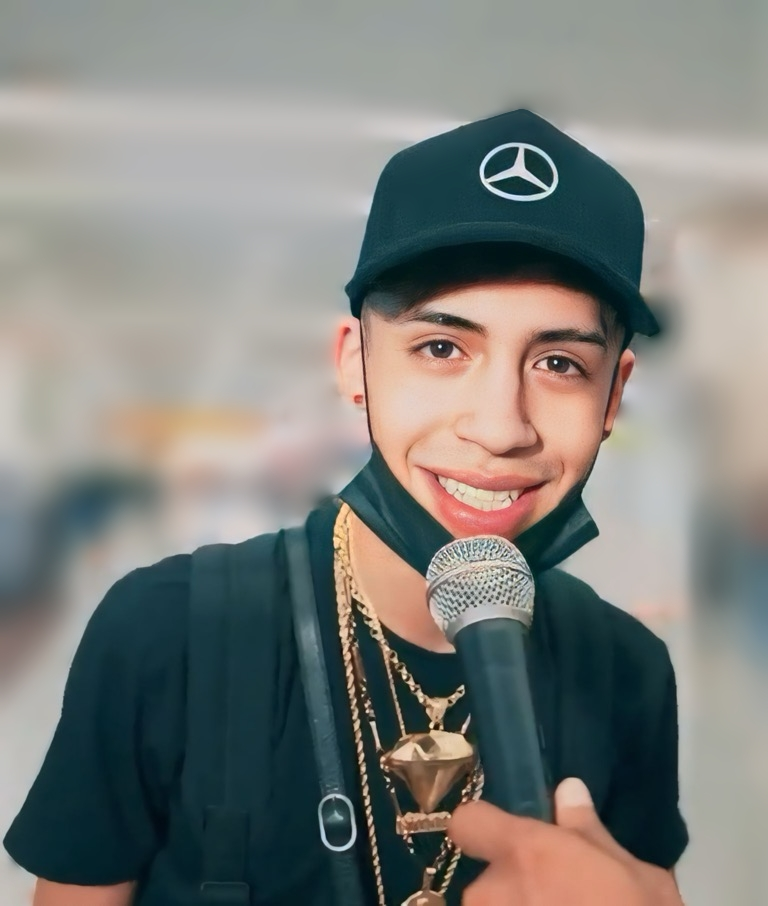
Cris MJ, llegando a Ecuador, entrevistado por El Show de Los Capos en 2022.

En Estados Unidos, «Gata Only» debutó en el puesto 98 en el Billboard Hot 100 y alcanzaría el puesto 27 en su quinta semana. En la lista Hot Latin Songs, debutó en el puesto 46 y finalmente alcanzó la cima de la lista en su séptima semana, destronando a «La aiabla» de Xavi después de permanecer en la posición durante 14 semanas en total y convirtiéndose también en la primera canción chilena desde 1999 en alcanzar top 10 de la lista, también la primera canción número uno de un artista chileno desde «Peligroso amor» de Myriam Hernández en 1990. También alcanzaría su punto máximo en la lista Latin Digital Song Sales en la edición del 4 de mayo de 2024 y en la lista Latin Streaming Songs. sobre la edición del 13 de abril de 2024. También alcanzó el puesto 41 en el Canadian Hot 100.
«Gata Only» debutó en el número 149 en el Billboard Global 200 en la edición del 24 de febrero de 2024, así como en el número 174 en el Billboard Global Excl. US de una semana antes. En su novena y décima semana respectivamente, la canción alcanzaría el top 10 en ambas listas, en los números 6 y 10, respectivamente. Marcó el primer sencillo top 10 de ambos cantantes en ambas listas. En las siguientes semanas respectivas, alcanzó el puesto número cuatro en ambas listas. «Gata Only» encabezó las listas de canciones en el Chile natal de ambos cantantes, que también es su posición de debutm Bolivia, Francia, Luxemburgo, Perú, y Suiza, y también alcanzó el top 10 en otras listas de canciones de diferentes países, entre ellos Argentina (3), Austria (7), Colombia (8), Costa Rica (3), Ecuador. (2), Grecia (3), Italia (7), México (3), Portugal (7), y España (3). Posteriormente recibiría certificaciones en Italia (Oro) y España (Platino).

## Posicionamiento en listas
| Lista (2024)                              | Mejor posición |
| ----------------------------------------- | -------------- |
| África del Norte (IFPI)                   | 11             |
| Argentina Hot 100 (Billboard)             | 3              |
| Argentina (CAPIF)                         | 2              |
| Austria (Ö3 Austria Top 40)               | 7              |
| Bélgica (Flandes) (Ultratop 50)           | 49             |
| Bélgica (Valonia) (Ultratop 50)           | 7              |
| Bolivia (Billboard)                       | 1              |
| Canadá (Canadian Hot 100)                 | 41             |
| Chile (Billboard)                         | 1              |
| Colombia (Billboard)                      | 8              |
| Costa Rica (FONOTICA)                     | 3              |
| Costa Rica (Monitor Latino)               | 10             |
| Ecuador (Billboard)                       | 2              |
| EE. UU. Billboard Hot 100                 | 27             |
| EE. UU. Hot Latin Songs (Billboard)       | 1              |
| Emiratos Árabes Unidos (IFPI)             | 12             |
| Eslovaquia (Singles Digitál Top 100)      | 10             |
| España (PROMUSICAE)                       | 3              |
| Estonia (TopHit)                          | 7              |
| Francia (SNEP)                            | 1              |
| Global 200 (Billboard)                    | 4              |
| Grecia (IFPI)                             | 3              |
| Hungría (Single Top 40)                   | 27             |
| Irlanda (IRMA)                            | 46             |
| Italia (FIMI)                             | 5              |
| Letonia (TopHit)                          | 7              |
| Lituania (AGATA)                          | 11             |
| Luxemburgo (Billboard)                    | 1              |
| MENA (IFPI)                               | 7              |
| México (Billboard)                        | 3              |
| Nueva Zelanda Hot Singles (RMNZ)          | 29             |
| Noruega (VG-lista)                        | 40             |
| Países Bajos (Billboard)                  | 5              |
| Países Bajos (Mega Single Top 100)        | 12             |
| Perú (Billboard)                          | 1              |
| Perú (Monitor Latino)                     | 2              |
| Polonia (Polish Streaming Top 100)        | 62             |
| Portugal (AFP)                            | 7              |
| Reino Unido (UK Singles Chart)            | 58             |
| Reino Unido (UK Indie Chart)              | 10             |
| República Checa (Singles Digitál Top 100) | 26             |
| Rumania (Billboard)                       | 16             |
| Suecia (Sverigetopplistan)                | 27             |
| Suiza (Schweizer Hitparade)               | 1              |

## Certificaciones
| País           | Organismo certificador | Certificación | Ventas certificadas | Ref.   |
| -------------- | ---------------------- | ------------- | ------------------- | ------ |
| Bélgica        | BEA                    | Platino       | 40 000              | [ 69 ] |
| Estados Unidos | RIAA                   | 5× Platino    | 3 000               | [ 70 ] |
| España         | PROMUSICAE             | 5× Platino    | 300 000             | [ 71 ] |
| Francia        | SNEP                   | Diamante      | 250 000             | [ 72 ] |
| Grecia         | IFPI — Grecia          | 2× Platino    | 40 000              | [ 73 ] |
| Italia         | FIMI                   | 3× Platino    | 300 000             | [ 74 ] |
| Reino Unido    | BPI                    | Plata         | 200 000             | [ 75 ] |